# František Kupka
František Kupka (23. rujna 1871. – 24. lipnja 1957.) bio je češki slikar i grafičar. Bio je pionir i jedan od utemeljitelja ranog  
apstraktnog slikarstva i kubizma (orfizma). Kupka je u svom slikarskom opusu krenuo od realizma i nakraju završio u potpunoj apstrakciji.

## Životopis

### Školovanje
František Kupka rođen je u mjestu Opočno, u tadašnjoj Bohemiji današnjoj Češkoj Republici 1871. godine. 
Između 1889. to 1892. god. studirao je na Praškoj likovnoj Akademiji, u to vrijeme slikao je povijesne patriotske prizore. Nakon toga Kupka je nastavio svoju likovnu izobrazbu na bečkoj - Akademie der Bildenden Künste, u kojoj je njegov slikarski interes postao vezan uz simboličko i alegoričko, u skladu s tadašnjim tendencijama secesije.
Izlagao je u Kunstvereinu, u Beču 1894., tada počinje njegov interes za istočnjačke filozofije i teozofiju.
U proljeće 1894. Kupka se skrasio u Parizu, gdje je krenuo na daljnje slikarsko školovanje, prvo kraće u Académie Julian te potom duže, zajedno s kolegom Jean-Pierre Laurensom u slavnu École des Beaux-Arts, Pariz.

### Rad
Kupka je u Parizu počeo raditi kao ilustrator za ovitke knjiga i plakata, u to doba proslavio se svojim satiričkim crtežima za pariške dnevne listove i magazine.
1906. god. preselio se u Puteaux, predgrađe Pariza, te iste godine izlagao je na Salonu nezavisnih. 
Kupku je osobito zanio prvi Futuristički manifest, objavljen 1909. u listu Le Figaro. Kupkina slika iz 1909. god Piano Keyboard/Lake označila je prekretnicu i raskid s njegovim realističkim stilom. Njegovo slikarstvo postalo je potpuno apstraktno oko 1910. – 11., objašnjavajući njegove terije o pokretu, boji i odnosu između glazbe i slikarstva ( takozvani (orfizam).
1912. godine izlagao je u Salonu nezavisnih u sobi s kubistima, iako on osobno nije htio biti član nikakva slikarska pokreta. Teorijsku umjetničku knjigu  Stvaranje plastične umjetnosti, Kupka je dovršio 1913. godine i objavio u Pragu 1923. godine.
1931. god. Kupka je bio jedan od prvih slikara koji se uhvatio apstaktnog slikarstva. 1936. godine njegov rad je uvršten na izložbu Cubism and Abstract Art u newyorškom Museum of Modern Art. Nakon toga izlagao je i s tada vrlo slavnim češkim slikarom Alphonse Muchom u galeriji Jeu de Paume u Parizu. Velika retrospektivna izložba priređena mu je u Galerie Mánes u Pragu 1946. godine.
Između 1919. i 1938. godine Kupku je finanancirao i potpomagao, njegov dobri prijatelj, umjetnički kolekcionar i industrijalac Jindřich Waldes koji je uglavnom i postao vlasnikom većine Kupkinih djela. 

## Djela
Kupku su neobično interesirale boje, i način njihova fizičkog poimanja, oko 1910. godine počeo je razvijati svoj vlastiti krug boja, prilagodivši pritom prethodni rad znanstvenika; Isaaca Newtona i Hermanna von Helmholtza. Ovaj studij rezultirao je serijom slika koje je Kupka nazvao Newtonove ploče (1911-12). Kupka se osobito zanosio time da oslobodi boje od njihove opisne uloge. Njegov rad na ovom polju osobito je utjecao na Roberta Delaunaya.
- Površine boje
- Obojeni
- Sjećanje na katedralu
- Plavi prostor

Radovi u kolekciji Peggy Guggenheim, New York:
- Studija žene koja bere cvijeće (Femme cueillant des fleurs), oko 1910
- Studija bezobličnog, Warm Chromatics, Chromatique chaude i Fuga za dvije boje (Fugue a deux couleurs), oko 1910-1911
- Okomite površine (Plans verticaux), 1911-1912
- Oko točke (Autour d'un point), oko 1920-1925

## Vanjske poveznice
- O Kupki s Artcyclopedije
- O Kupki na Athenaeumu  Arhivirana inačica izvorne stranice od 23. ožujka 2014. (Wayback Machine)
- Kupka Frantisek
- Museum Kampa (Praška stalna izložba djela Františeka Kupke iz kolekcije Waldes